# Schattenreich (Hörspielserie)
Schattenreich ist eine Hörspiel-Serie von Astrid Meirose und Volker Pruß. Sie kombiniert Elemente der Gothic-Kultur mit denen der ägyptischen Mythologie, zudem wird mehrfach  Goethes Faust verwendet.

## Handlung
Nach einiger Zeit im Ausland kehrt der Kulturwissenschaftler Christian „Crissi“ Wagner zurück nach Deutschland in seine Heimatstadt. Der Grund dafür ist seine Jugendfreundin Sybille „Billi“ Scholl, die Insassin in einer Psychiatrie war und dort bei einem Brand ums Leben gekommen ist. Kurz nach der Beerdigung kommt es zu einer Reihe rätselhafter Morde, bei den Opfern findet sich jedes Mal ein Anch in die Ferse eintätowiert. Christians Vergangenheit holt ihn dadurch wieder ein: In seiner Jugend gehörte er zusammen mit Sybille und einer Reihe anderer hochbegabter Kinder zu einer von Dr. Bruno Schwab geleiteten Gruppe, die sich selbst als Titanen und später Nephilim bezeichneten. Bei den gemeinsamen Aktivitäten hatte die Mythologie des Alten Ägyptens, vor allem der Tod Osiris', eine große Rolle gespielt. Christian ist sich sicher, dass es zwischen den damaligen Ereignissen und den heutigen Morden ein Zusammenhang bestehen muss. Bei seinen Nachforschungen wird er in einen Sog von Rätseln und mysteriösen Ereignisse verwickelt und kommt erst langsam dahinter, dass er in dem Ganzen eine bedeutende Rolle spielt.

## Folgen
1. Die Nephilim (15. September 2006)
2. Finstere Fluten (15. September 2006)
3. Spur in die Tiefe (11. Mai 2007)
4. Nachthauch (11. Mai 2007)
5. Im Grab des Ketzers (20. September 2007)
6. Echnatons Vermächtnis (20. September 2007)
7. Hinter Schwarzen Spiegeln (10. Juni 2008)
8. Das Blinde Auge des Horus (10. Juni 2008)
9. Totengeläut (14. Oktober 2008)
10. Prolog im Himmel (14. Oktober 2008)

## Musik
Es gibt Musikbeiträge von verschiedenen Musikern, hauptsächlich aus dem Umfeld der Schwarzen Szene, darunter Szene-Größen wie Secret Discovery, Zeraphine, X-Fusion, Combichrist, ASP, Letzte Instanz, Garden of Delight, Qntal oder In Extremo. Im Intro jeder Folge wird das Lied „Follow Me“ von Secret Discovery verwendet. Mit Dero Goi, dem Sänger der Gruppe Oomph! ist auch ein Vertreter der musikalischen Schwarzen Szene als Sprecher am Hörspiel beteiligt.